# Monolepta impressicollis
Monolepta impressicollis là một loài bọ cánh cứng trong họ Chrysomelidae. Loài này được Medvedev & Sprecher-Uebersax miêu tả khoa học vào năm 1998.